# Beijers park
För andra betydelser, se Beijer.
Beijers park är en park belägen i stadsdelen Kirseberg i östra Malmö. Parken är 12 hektar stor och har en cirkulär väg, klippta gräsytor, en damm där änder och andra fågelarter håller till, en kulle, ett kafé, en lekplats, ett miljöhus som bland annat Malmö Naturskola och Malmös förskolor utnyttjar sina verksamheter, samt ett utegym. Delar av parken är även inspelningsplats för Sveriges Televisions program Sommarlov under sommarhalvåret.

## Historia
Parken anlades 1885 av grosshandlarna Gottfried Beijer och Lorens Beijer och 1901 övertogs parken av staden, och 1904 öppnades den för allmänheten. År 1908 fastställdes namnet Beijers plantering, vilket ändrades 1936 till det nuvarande. Den anlades ursprungligen på ett flygsandsfält med naturliga kullar. Numera består den av högstammiga bokbestånd, en slåtteräng, damm och generösa gräsytor.

## Galleri

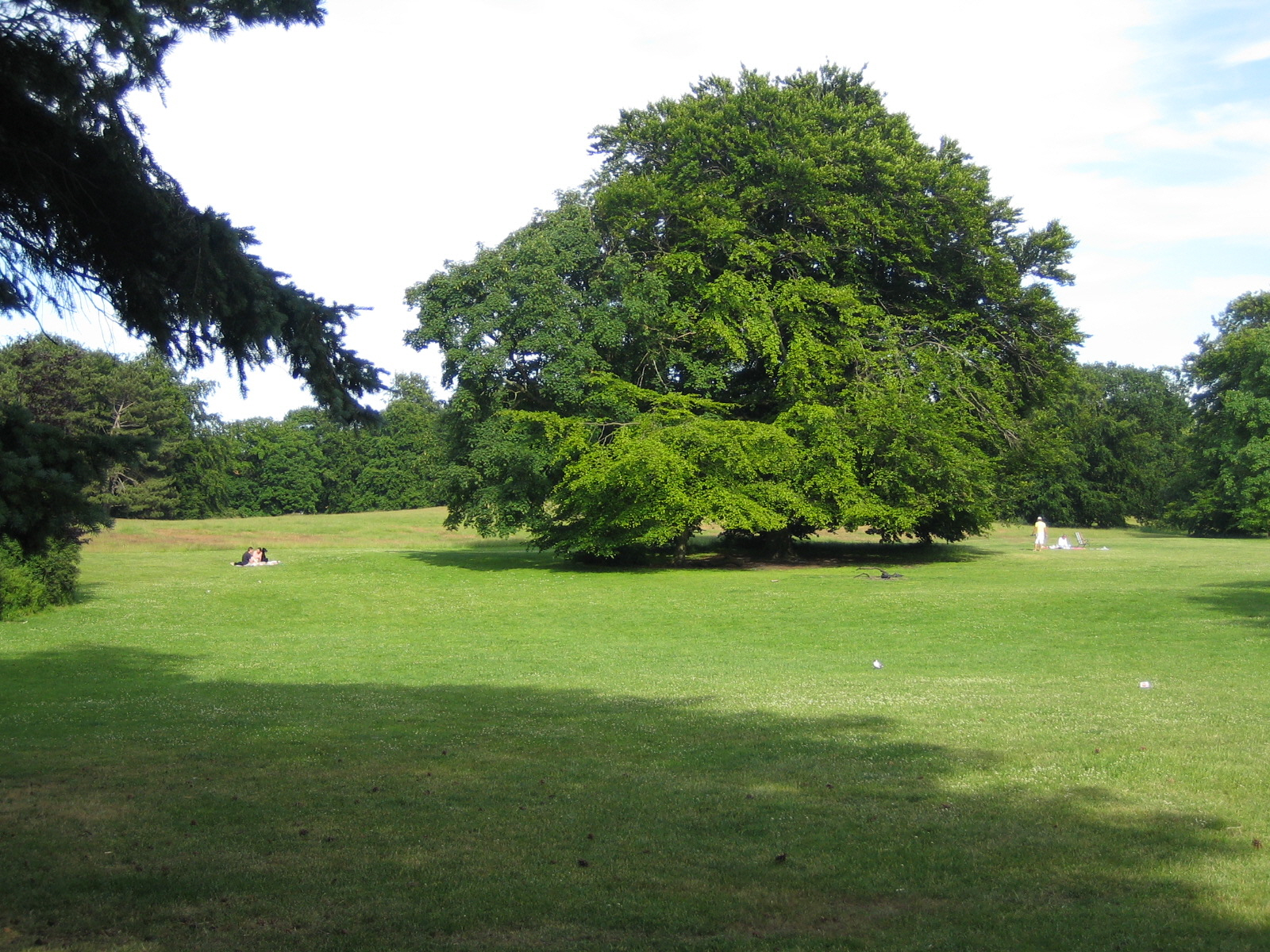
Vy i Beijers park
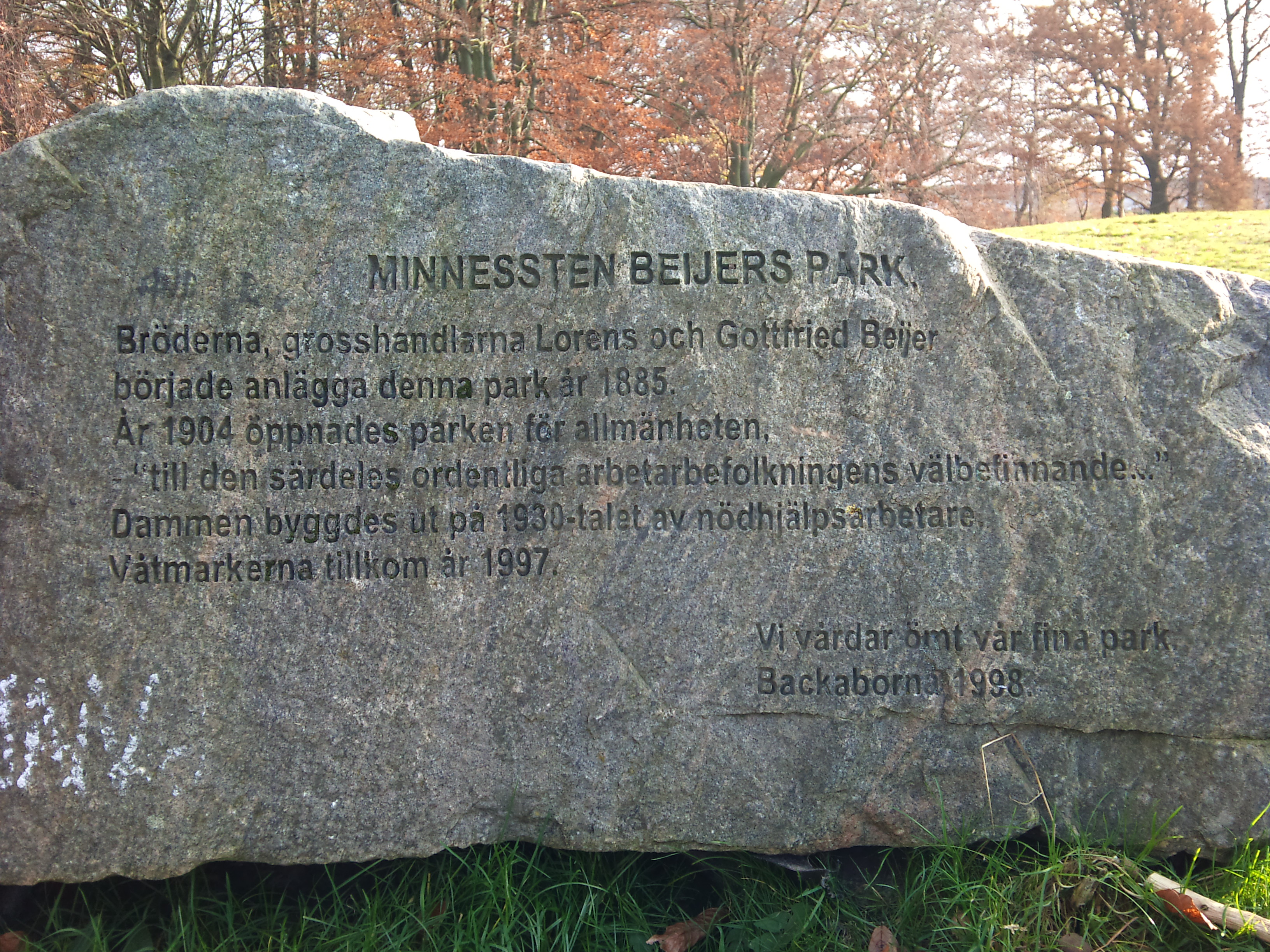
Parkens minnessten, tillkommen 1998
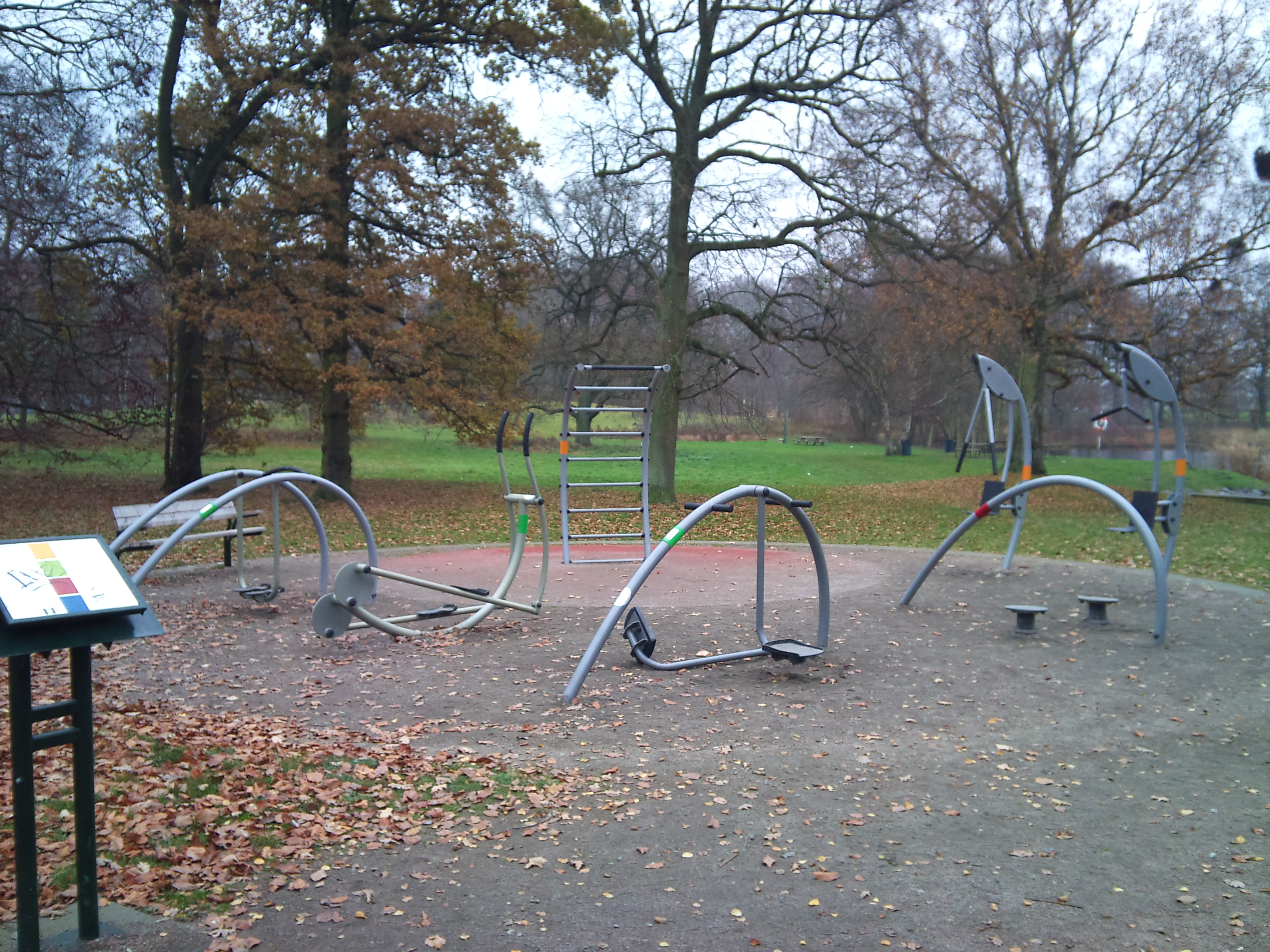
Utegymmet, invigt den 16 juni 2010
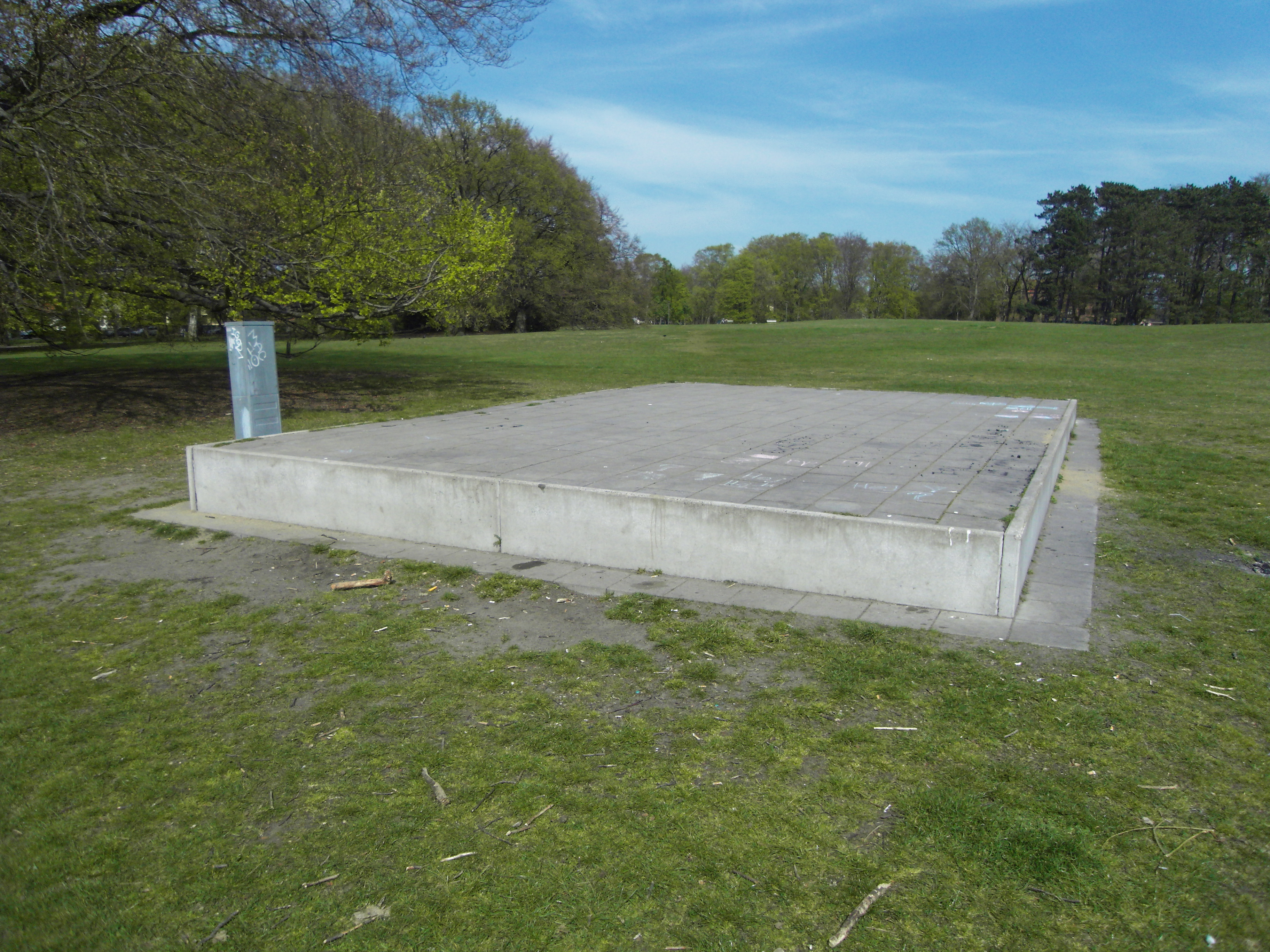
Scen i Beijers park